# 'No Way To Prevent This,' Says Only Nation Where This Regularly Happens
'No Way To Prevent This,' Says Only Nation Where This Regularly Happens (en español: «'No había manera de prevenirlo', dice la única nación donde eso pasa regularmente») es el título de una serie de artículos satíricos de The Onion sobre la frecuencia de tiroteos masivos en Estados Unidos y la falta de acciones tomadas después de estos.
Cada artículo tiene una extensión aproximada de 200 palabras, en donde se detalla el lugar del tiroteo y el número de víctimas. Esta es la única información original, pues lo demás suele mantenerse igual. Un residente ficticio —frecuentemente de un estado en donde no sucedió el tiroteo— es citado diciendo que el tiroteo fue «una terrible tragedia», pero que «no hay nada que se pueda hacer para detenerlos». El artículo termina señalando que Estados Unidos es la «única nación económicamente desarrollada en el que se han producido aproximadamente dos tiroteos masivos cada mes durante los últimos ocho años» y que los estadounidenses se consideran a sí mismos y su situación como «indefensa».

## Contexto
La primera versión del artículo fue publicada el 27 de mayo de 2014 tras la masacre de Isla Vista. Desde entonces, The Onion ha vuelto a publicar el artículo 20 veces hasta mayo de 2022, casi literalmente, con cambios menores para reflejar datos específicos de cada tiroteo. En 2017, Marnie Shure, entonces editora gerente de The Onion, dijo que «Cada vez que se repite el mismo comentario, este se fortalece diez veces más. [...] Como resultado de cosas realmente terribles, tenemos un comentario que ciertamente se mantiene». Luego que The Onion volviera a publicar el artículo el 14 de febrero de 2018 tras el tiroteo en la escuela secundaria Stoneman Douglas de Parkland, Jason Roeder, el escritor del artículo original de 2014, tuiteó que «no tenía idea de que este sería aplicado a la escuela secundaria a una milla de [su] casa». El 25 de mayo de 2022, como consecuencia del tiroteo en la Escuela Primaria Robb de Texas, The Onion destacó todas las versiones del artículo que publicadas desde el 2014 en la página de inicio de su sitio web y en su página de Twitter.

## Lista de versiones
Hasta mayo de 2022, The Onion ha publicado 21 versiones del artículo, cada uno como respuesta a un tiroteo distinto en Estados Unidos.
| No. | Fecha de publicación     | Tiroteo                      | Ref.       |
| --- | ------------------------ | ---------------------------- | ---------- |
| 1   | 27 de mayo de 2014       | Isla Vista, California       | [ i ]      |
| 2   | 17 de junio de 2015      | Charleston, Carolina del Sur | [ ii ]     |
| 3   | 1 de octubre de 2015     | Roseburg, Oregón             | [ iii ]    |
| 4   | 3 de diciembre de 2015   | San Bernardino, California   | [ iv ]     |
| 5   | 2 de octubre de 2017     | Las Vegas, Nevada            | [ v ]      |
| 6   | 5 de noviembre de 2017   | Sutherland Springs, Texas    | [ vi ]     |
| 7   | 14 de febrero de 2018    | Parkland, Florida            | [ vii ]    |
| 8   | 18 de mayo de 2018       | Santa Fe, Texas              | [ viii ]   |
| 9   | 13 de septiembre de 2018 | Bakersfield, California      | [ ix ]     |
| 10  | 29 de octubre de 2018    | Pittsburgh, Pensilvania      | [ x ]      |
| 11  | 8 de noviembre de 2018   | Thousand Oaks, California    | [ xi ]     |
| 12  | 1 de junio de 2019       | Virginia Beach, Virginia     | [ xii ]    |
| 13  | 4 de agosto de 2019      | El Paso, Texas               | [ xiii ]   |
| 14  | 4 de agosto de 2019      | Dayton, Ohio                 | [ xiv ]    |
| 15  | 26 de febrero de 2020    | Milwaukee, Wisconsin         | [ xv ]     |
| 16  | 17 de marzo de 2021      | Atlanta, Georgia             | [ xvi ]    |
| 17  | 23 de marzo de 2021      | Boulder, Colorado            | [ xvii ]   |
| 18  | 16 de abril de 2021      | Indianápolis, Indiana        | [ xviii ]  |
| 19  | 26 de mayo de 2021       | San José, California         | [ xix ]    |
| 20  | 16 de mayo de 2022       | Buffalo, New York            | [ xx ]     |
| 21  | 25 de mayo de 2022       | Uvalde, Texas                | [ xxi ]    |
| 22  | 2 de junio de 2022       | Tulsa, Oklahoma              | [ xxii ]   |
| 23  | 6 de junio de 2022       | Chattanooga, Tennessee       | [ xxiii ]  |
| 24  | 6 de junio de 2022       | Filadelfia, Pensilvania      | [ xxiv ]   |
| 25  | 4 de julio de 2022       | Highland Park, Illinois      | [ xxv ]    |
| 26  | 14 de octubre de 2022    | Raleigh, Carolina del Norte  | [ xxvi ]   |
| 27  | 21 de noviembre de 2022  | Colorado Springs, Colorado   | [ xxvii ]  |
| 28  | 23 de noviembre de 2022  | Chesapeake, Virginia         | [ xxviii ] |
| 29  | 23 de enero de 2023      | Monterey Park, California    | [ xxix ]   |
| 30  | 24 de enero de 2023      | Half Moon Bay, California    | [ xxx ]    |
| 31  | 14 de febrero de 2023    | East Lansing, Míchigan       | [ xxxi ]   |

## Recepción
The New York Times escribió en 2017 que «cada vez que The Onion publica este titular en particular, parece dispararse por internet con más fuerza», y que el titular, «con cada uso, parecía pasar de un comentario político impertinente sobre el control de armas a un eco de desesperanza». Mashable escribió que «nada captura más esa frustración e impotencia» que le siguen a los grandes tiroteos masivos como estos artículos de The Onion, agregando que «no hay escasez de piezas brillantes en The Onion, pero ninguna ha resonado —o ha sido tan trágicamente presciente— como la publicación de "No Way"». The Washington Post escribió que The Onion «parece capturar la frustración y futilidad sentida por tantas personas» luego de los tiroteos, notando el incremento del tráfico web que atraen los artículos y su popularidad en los medios sociales. El HuffPost citó estos artículos como «algunos de los comentarios más resonantes sobre la total falta de acción sobre la violencia armada», continúa diciendo que estos artículos se han convertido en «un elemento básico de la respuesta de las redes sociales a los tiroteos masivos», señalando cuán ampliamente son compartidos en Facebook y Twitter. The Daily Beast mencionó los artículos en una pieza titulada «Cómo 'The Onion' se volvió una de las voces más fuertes para el control de armas». De modo similar, Wired discutió el poder de la sátira de The Onion en el enfrentamiento a la violencia armada en un artículo titulado «Solo The Onion puede salvarnos ahora».